# Deuxième circonscription de l'Essonne
La deuxième circonscription de l’Essonne, aussi appelée circonscription d’Étampes, est une circonscription électorale législative française, subdivision du département de l'Essonne dans la région Île-de-France. La circonscription regroupe les 5 cantons de Mennecy, la Ferté-Alais, Méréville, Étampes et Milly-la-Forêt.

## Géographie

### Situation
| Type d'occupation           | Pourcentage | Superficie (en hectares) |
| --------------------------- | ----------- | ------------------------ |
| Espace urbain construit     | 6,7 %       | 5 489,94                 |
| Espace urbain non construit | 3,0 %       | 2 440,61                 |
| Espace rural                | 90,4 %      | 74 511,09                |
| Source : Iaurif             |             |                          |

La deuxième circonscription de l’Essonne est située au sud du département de l’Essonne. Son altitude varie entre trente-deux mètres à Le Coudray-Montceaux et cent soixante-dix mètres à Boissy-la-Rivière. La commune la plus étendue est Étampes avec 4 092 hectares, la plus petite est Ormoy avec 188 hectares. En 2006, la commune la plus peuplée était Étampes avec 22 568 habitants contre seulement 74 habitants à Roinvilliers.

### Composition
La deuxième circonscription de l’Essonne est subdivisée en cinq cantons, comptant soixante-neuf communes :
| Canton                   | Commune                  | Code Insee  | Population  | Maire                                   | Nuance politique |
| ------------------------ | ------------------------ | ----------- | ----------- | --------------------------------------- | ---------------- |
| Canton d'Étampes         | Boissy-le-Sec            | 91 1 08 081 | 671 hab.    | Frédéric Goupil                         | SE               |
| Canton d'Étampes         | Boutervilliers           | 91 1 08 098 | 366 hab.    | Marc Herreman                           | SE               |
| Canton d'Étampes         | Bouville                 | 91 1 08 100 | 616 hab.    | Michel Morichon                         | DVD              |
| Canton d'Étampes         | Brières-les-Scellés      | 91 1 08 109 | 1 026 hab.  | Michel Rouland                          | LR               |
| Canton d'Étampes         | Chalo-Saint-Mars         | 91 1 08 130 | 1 143 hab.  | Xavier Guiomar                          | EELV             |
| Canton d'Étampes         | Étampes                  | 91 1 08 223 | 23 158 hab. | Franck Marlin                           | LR               |
| Canton d'Étampes         | Morigny-Champigny        | 91 1 08 433 | 4 311 hab.  | Bernard Dionnet                         | DVD              |
| Canton d'Étampes         | Ormoy-la-Rivière         | 91 1 08 469 | 941 hab.    | Michaël Merigot                         | LREM             |
| Canton d'Étampes         | Puiselet-le-Marais       | 91 1 08 508 | 270 hab.    | Fabien Bidault                          | DVD              |
| Canton d'Étampes         | Saint-Hilaire            | 91 1 08 556 | 380 hab.    | Stéphane Demeulemeester                 | DVD              |
| Canton d'Étampes         | Valpuiseaux              | 91 1 08 629 | 619 hab.    | Jean Perthuis                           | LR               |
| Canton de La Ferté-Alais | Baulne                   | 91 1 11 047 | 1 316 hab.  | Xavier Guilbert                         | DVD              |
| Canton de La Ferté-Alais | Boissy-le-Cutté          | 91 1 11 080 | 1 324 hab.  | Sylvie Sechet                           | DVG              |
| Canton de La Ferté-Alais | Boutigny-sur-Essonne     | 91 1 11 099 | 3 103 hab.  | Patricia Bergoldt                       | DVD              |
| Canton de La Ferté-Alais | Cerny                    | 91 1 11 129 | 3 294 hab.  | Marie-Claire Grzeskowiak                | DVD              |
| Canton de La Ferté-Alais | D'Huison-Longueville     | 91 1 11 198 | 1 409 hab.  | Jean-Christophe Hardy                   | SE               |
| Canton de La Ferté-Alais | Guigneville-sur-Essonne  | 91 1 11 293 | 926 hab.    | Gilles Le Page                          | UDI              |
| Canton de La Ferté-Alais | Itteville                | 91 1 11 315 | 6 575 hab.  | François Parolini                       | DVG              |
| Canton de La Ferté-Alais | La Ferté-Alais           | 91 1 11 232 | 3 985 hab.  | Mariannick Piere                        | MoDem            |
| Canton de La Ferté-Alais | Mondeville               | 91 1 11 412 | 680 hab.    | Délégation spéciale depuis octobre 2024 | SE               |
| Canton de La Ferté-Alais | Orveau                   | 91 1 11 473 | 197 hab.    | Philippe Damiot                         | SE               |
| Canton de La Ferté-Alais | Vayres-sur-Essonne       | 91 1 11 639 | 893 hab.    | Jocelyne Boiton                         | UDI              |
| Canton de La Ferté-Alais | Videlles                 | 91 1 11 654 | 660 hab.    | Gino Bertol                             | DVG              |
| Canton de Mennecy        | Auvernaux                | 91 2 16 037 | 338 hab.    | Wilfrid Hilgenda                        | DVD              |
| Canton de Mennecy        | Ballancourt-sur-Essonne  | 91 2 16 045 | 7 399 hab.  | Jacques Mione                           | DVD              |
| Canton de Mennecy        | Champcueil               | 91 2 16 135 | 2 790 hab.  | Sandrine Jacquet                        | SE               |
| Canton de Mennecy        | Chevannes                | 91 2 16 159 | 1 641 hab.  | Sami Ben Ouada                          | DVD              |
| Canton de Mennecy        | Écharcon                 | 91 2 16 204 | 793 hab.    | Gérard Rassier                          | DVD              |
| Canton de Mennecy        | Fontenay-le-Vicomte      | 91 2 16 244 | 1 273 hab.  | Valérie Mick Rives                      | MoDem            |
| Canton de Mennecy        | Le Coudray-Montceaux     | 91 2 16 179 | 4 708 hab.  | Aurélie Gros                            | LR               |
| Canton de Mennecy        | Mennecy                  | 91 2 16 386 | 13 395 hab. | Jean-Philippe Dugoin-Clément            | UDI              |
| Canton de Mennecy        | Nainville-les-Roches     | 91 2 16 441 | 454 hab.    | Fréderic Mouret                         | DVD              |
| Canton de Mennecy        | Ormoy                    | 91 2 16 468 | 1 858 hab.  | Jacques Gombault                        | DVD              |
| Canton de Mennecy        | Vert-le-Grand            | 91 2 16 648 | 2 410 hab.  | Thierry Marais                          | DIV              |
| Canton de Mennecy        | Vert-le-Petit            | 91 2 16 649 | 2 636 hab.  | Laurence Budelot                        | SE               |
| Canton de Méréville      | Abbéville-la-Rivière     | 91 1 17 001 | 283 hab.    | Eric Meyer                              | UDI              |
| Canton de Méréville      | Angerville               | 91 1 17 016 | 3 753 hab.  | Johann Mittelhausser                    | DVD              |
| Canton de Méréville      | Arrancourt               | 91 1 17 022 | 128 hab.    | Denis Yannou                            | DVD              |
| Canton de Méréville      | Blandy                   | 91 1 17 067 | 115 hab.    | Cyril Rossell                           | SE               |
| Canton de Méréville      | Bois-Herpin              | 91 1 17 075 | 75 hab.     | Evelyne Thouément                       | PS               |
| Canton de Méréville      | Boissy-la-Rivière        | 91 1 17 079 | 551 hab.    | Dominique Leroux                        | LR               |
| Canton de Méréville      | Brouy                    | 91 1 17 112 | 125 hab.    | Jean-Louis Chandellier                  | DVD              |
| Canton de Méréville      | Chalou-Moulineux         | 91 1 17 131 | 418 hab.    | Geneviève Menelet                       | SE               |
| Canton de Méréville      | Champmotteux             | 91 1 17 137 | 376 hab.    | Jérôme Desnoue                          | RE-DVD           |
| Canton de Méréville      | Congerville-Thionville   | 91 1 17 613 | 222 hab.    | Thierry Guerin                          | DVD              |
| Canton de Méréville      | Fontaine-la-Rivière      | 91 1 17 240 | 203 hab.    | Yvon Boukaya                            | DVG              |
| Canton de Méréville      | Guillerval               | 91 1 17 294 | 766 hab.    | Daniel Ciret                            | DVD              |
| Canton de Méréville      | La Forêt-Sainte-Croix    | 91 1 17 248 | 155 hab.    | Guy Crosnier                            | LR               |
| Canton de Méréville      | Marolles-en-Beauce       | 91 1 17 374 | 218 hab.    | Alain Perdigeon                         | SE               |
| Canton de Méréville      | Le Mérévillois           | 91 1 17 390 | 3364 hab.   | Guy Desmurs                             | DVD              |
| Canton de Méréville      | Mespuits                 | 91 1 17 399 | 191 hab.    | Délégation spéciale depuis octobre 2024 |                  |
| Canton de Méréville      | Monnerville              | 91 1 17 414 | 401 hab.    | Angelina Dardenne                       | SE               |
| Canton de Méréville      | Pussay                   | 91 1 17 511 | 1 963 hab.  | Grégory Courtas                         | DVG              |
| Canton de Méréville      | Roinvilliers             | 91 1 17 526 | 92 hab.     | Huguette Denis                          | DVD              |
| Canton de Méréville      | Saclas                   | 91 1 17 533 | 1 806 hab.  | Yves Gaucher                            | DVD              |
| Canton de Méréville      | Saint-Cyr-la-Rivière     | 91 1 17 544 | 501 hab.    | Christèle Deloison                      | DVD              |
| Canton de Milly-la-Forêt | Boigneville              | 91 2 18 069 | 416 hab.    | Jean-Jacques Boussaingault              | LR               |
| Canton de Milly-la-Forêt | Buno-Bonnevaux           | 91 2 18 121 | 476 hab.    | Bernardin Coudoro                       | DVG              |
| Canton de Milly-la-Forêt | Courances                | 91 2 18 180 | 352 hab.    | Espérance Vieira                        | DVD              |
| Canton de Milly-la-Forêt | Courdimanche-sur-Essonne | 91 2 18 184 | 269 hab.    | Claude Duval                            | DVD              |
| Canton de Milly-la-Forêt | Dannemois                | 91 2 18 195 | 840 hab.    | Délégation spéciale depuis octobre 2024 |                  |
| Canton de Milly-la-Forêt | Gironville-sur-Essonne   | 91 2 18 273 | 806 hab.    | Alain Joyez                             | SE               |
| Canton de Milly-la-Forêt | Maisse                   | 91 2 18 359 | 2 661 hab.  | Jean-Marc Lenglet                       | LR               |
| Canton de Milly-la-Forêt | Milly-la-Forêt           | 91 2 18 405 | 4 741 hab.  | Bernard Bouley                          | LR               |
| Canton de Milly-la-Forêt | Moigny-sur-École         | 91 2 18 408 | 1 302 hab.  | Pascal Simmonot                         | LR               |
| Canton de Milly-la-Forêt | Oncy-sur-École           | 91 2 18 463 | 958 hab.    | Bruno Delecour                          | LR               |
| Canton de Milly-la-Forêt | Prunay-sur-Essonne       | 91 2 18 507 | 310 hab.    | Patrick Pagès                           | DVD              |
| Canton de Milly-la-Forêt | Soisy-sur-École          | 91 2 18 599 | 1 357 hab.  | Franck Lefèvre                          | LR               |

### Démographie
| 1968    | 1975    | 1982    | 1990    | 1999    | 2006    | 2010    |
| ------- | ------- | ------- | ------- | ------- | ------- | ------- |
| 161 952 | 224 723 | 265 327 | 105 206 | 114 546 | 123 773 | 128 116 |

### Pyramide des âges
| Hommes | Classe d’âge   | Femmes |
| ------ | -------------- | ------ |
| 10,7   | 65 ans et plus | 14,4   |
| 60,7   | 20 à 64 ans    | 58,9   |
| 28,6   | 0 à 19 ans     | 26,7   |

## Histoire

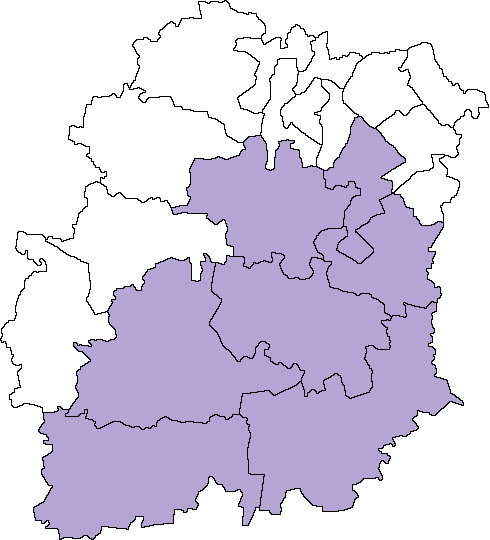
Carte de la 2e circonscription de 1967 à 1986.

La deuxième circonscription de l’Essonne a été créée par la loi organique no 66-501 du 12 juillet 1966, elle comptait alors le canton d'Arpajon, le canton de Corbeil-Sud (minoré des communes de Corbeil-Essonnes, Morsang-sur-Seine, Saint-Pierre-du-Perray et Saintry-sur-Seine), le canton d'Étampes, le canton de La Ferté-Alais, le canton de Méréville et le canton de Milly-la-Forêt dans leurs définitions de 1964. Elle a été modifiée par la loi organique no 86-1197 du 24 novembre 1986 et comporte depuis le canton d'Étampes, le canton de La Ferté-Alais, le canton de Mennecy, le canton de Méréville et le canton de Milly-la-Forêt.
La droite a dominé l’histoire électorale de la circonscription dans sa forme actuelle depuis 1988 jusqu’en 2022. Pendant cette période, elle est surtout représentée par deux députés de droite, Xavier Dugoin puis, à la suite de la démission de ce dernier, élu sénateur en 1995, Franck Marlin.
Pendant cette période, l’élection la plus serrée est finalement la première en 1988. Xavier Dugoin, alors sortant élu à la proportionnelle en 1986, fait face à Amaury Couderc, maire socialiste de Boissy-sous-Saint-Yon et Gérard Lefranc, maire communiste d'Étampes. Si Dugoin prend largement la tête du premier tour, Couderc devance Lefranc d'un millier de voix. Ce dernier se retire au bénéfice du socialiste mais Dugoin l’emporte avec un peu plus de 53 % des voix. À noter que si Couderc ne se représente pas par la suite, Lefranc retente sa chance au cours des trois élections suivantes.
Dugoin en 1993, puis Marlin en 1997 après son élection partielle de 1995, l’emportent ensuite largement face au candidat FN, Hubert de Mesmay. On peut noter que la gauche était particulièrement divisée en 1997.
En 2002, Marlin frôle l’élection au premier tour mais ce n'est pas de Mesmay qui se qualifie face à lui. Le communiste Lefranc y parvient mais le second tour est une formalité pour Marlin qui est réélu avec 65 % des voix. En 2007, il atteint cette fois la majorité absolue au premier tour.
En 2012 et en 2017, Marlin doit attendre le second tour pour obtenir ses deux derniers mandats mais frôle à chaque fois 60 % des voix, et ce dans un contexte de vague rose face à la candidate PS en 2012 et de vague marcheuse en 2017 face à la candidate du MoDem. Pour cause de cumul des mandats, Marlin se retire en 2020 au profit de son suppléant Bernard Bouley.
L’élection de 2022 marque un tournant alors que se retire Bertrand Bouley. Le candidat de la droite est défait dès le premier tour et ce sont les candidats NUPES et RN qui obtiennent une place pour le second. Candidate FN en 2017 dans la sixième circonscription, Nathalie Da Conceicao Carvalho devient l’une des deux députées RN franciliennes en l'emportant avec plus de 53 % des voix.

## Historique des députations

### VeRépublique
| Législature | Début de mandat | Fin de mandat  | Député                                      | Parti politique | Observations |
| ----------- | --------------- | -------------- | ------------------------------------------- | --------------- | --- |
| IIIe        | 3 avril 1967    | 30 mai 1968    | Michel Boscher                              | UDR             | Maire d'Évry Mandat écourté à la suite d'une dissolution parlementaire décidée par Charles de Gaulle. |
| IVe         | 11 juillet 1968 | 1er avril 1973 | Michel Boscher                              | UDR             | Maire d'Évry |
| Ve          | 2 avril 1973    | 2 avril 1978   | Michel Boscher                              | UDR             | Maire d'Évry |
| VIe         | 3 avril 1978    | 22 mai 1981    | Bernard Pons                                | RPR             | Mandat écourté à la suite d'une dissolution parlementaire décidée par François Mitterrand. |
| VIIe        | 2 juillet 1981  | 1er avril 1986 | Jacques Guyard                              | PS              | Maire d’Évry |
| VIIIe       | 2 avril 1986    | 14 mai 1988    | élection proportionnelle sur le département |                 | Proportionnelle par département, pas de député par circonscription. Mandat écourté à la suite d'une dissolution parlementaire décidée par François Mitterrand. |
| IXe         | 23 juin 1988    | 1er avril 1993 | Xavier Dugoin                               | RPR             | Maire de Mennecy, Président du conseil général de l'Essonne |
| Xe          | 2 avril 1993    | 21 avril 1997  | Xavier Dugoin Franck Marlin                 | RPR             | Maire de Mennecy, Président du conseil général de l'Essonne À la suite de l'élection de Xavier Dugoin au Sénat en 1995, une élection législative partielle a été organisée qui a permis l'élection de Franck Marlin. Mandat écourté à la suite d'une dissolution parlementaire décidée par Jacques Chirac. |
| XIe         | 12 juin 1997    | 18 juin 2002   | Franck Marlin                               | RPR             | Maire d'Étampes |
| XIIe        | 19 juin 2002    | 19 juin 2007   | Franck Marlin                               | UMP             | Maire d'Étampes |
| XIIIe       | 20 juin 2007    | 19 juin 2012   | Franck Marlin                               | UMP             | Maire d'Étampes |
| XIVe        | 20 juin 2012    | 20 juin 2017   | Franck Marlin                               | UMP             | Maire d'Étampes |
| XVe         | 21 juin 2017    | 4 août 2020    | Franck Marlin                               | LR              | Élu maire d'Étampes, démissionne pour cumul des mandats. |
| XVe         | 5 août 2020     | 21 juin 2022   | Bernard Bouley                              | LR              | Élu maire d'Étampes, démissionne pour cumul des mandats. |
| XVIe        | 22 juin 2022    | 9 juin 2024    | Nathalie Da Conceicao Carvalho              | RN              | Responsable départemental du Rassemblement national Mandat écourté à la suite d'une dissolution parlementaire décidée par Emmanuel Macron. |

## Résultats électoraux

### Élections de 1967
| Candidat       | Candidat           | Parti          | Premier tour | Premier tour | Second tour | Second tour |  |
| Candidat       | Candidat           | Parti          | Voix         | %            | Voix        | %           |  |
| -------------- | ------------------ | -------------- | ------------ | ------------ | ----------- | ----------- |  |
|                | Michel Boscher élu | UD-Ve          | 26 012       | 40,08        | 32 249      | 51,44       |  |
|                | Serge Lefranc      | PCF            | 21 062       | 32,45        | 30 444      | 48,56       |  |
|                | Georges Dortet     | FGDS (Radical) | 6 740        | 10,39        |             |             |  |
|                | Michel Conte       | CD (PDM)       | 6 470        | 9,97         |             |             |  |
|                | Bernard Mamy       | ARLP           | 3 668        | 5,65         |             |             |  |
|                | Daniel Boisse      | Modérés        | 947          | 1,46         |             |             |  |
|                |                    |                |              |              |             |             |  |
| Inscrits       | Inscrits           | Inscrits       | 78 344       | 100,00       | 78 321      | 100,00      |  |
| Abstentions    | Abstentions        | Abstentions    | 12 075       | 15,41        | 12 661      | 16,17       |  |
| Votants        | Votants            | Votants        | 66 269       | 84,59        | 65 660      | 83,83       |  |
| Blancs et nuls | Blancs et nuls     | Blancs et nuls | 1 370        | 2,07         | 2 967       | 4,52        |  |
| Exprimés       | Exprimés           | Exprimés       | 64 899       | 97,93        | 62 693      | 95,48       |  |

Le suppléant de Michel Boscher était Gabriel Barrière, vétérinaire, maire d'Étampes.

### Élections de 1968
| Candidat       | Candidat                     | Parti          | Premier tour | Premier tour | Second tour | Second tour |  |
| Candidat       | Candidat                     | Parti          | Voix         | %            | Voix        | %           |  |
| -------------- | ---------------------------- | -------------- | ------------ | ------------ | ----------- | ----------- |  |
|                | Michel Boscher sortant réélu | UDR (URP)      | 30 424       | 45,64        | 36 004      | 57,38       |  |
|                | Serge Lefranc                | PCF            | 19 784       | 29,68        | 26 747      | 42,62       |  |
|                | Georges Argoux               | CD (PDM)       | 7 967        | 11,95        |             |             |  |
|                | Éric de Winter               | FGDS (CIR)     | 3 944        | 5,92         |             |             |  |
|                | Jean-Yves Barrière           | PSU            | 3 354        | 5,03         |             |             |  |
|                | J. de Châtillon              | TD             | 1 195        | 1,79         |             |             |  |
|                |                              |                |              |              |             |             |  |
| Inscrits       | Inscrits                     | Inscrits       | 81 719       | 100,00       | 81 735      | 100,00      |  |
| Abstentions    | Abstentions                  | Abstentions    | 14 230       | 17,41        | 16 326      | 19,97       |  |
| Votants        | Votants                      | Votants        | 67 489       | 82,59        | 65 409      | 80,03       |  |
| Blancs et nuls | Blancs et nuls               | Blancs et nuls | 821          | 1,22         | 2 658       | 4,06        |  |
| Exprimés       | Exprimés                     | Exprimés       | 66 668       | 98,78        | 62 751      | 95,94       |  |

Le suppléant de Michel Boscher était Jean-Claude Schweitzer, agent de production, ancien conseiller municipal de Brétigny-sur-Orge.

### Élections de 1973
| Candidat       | Candidat                     | Parti          | Premier tour | Premier tour | Second tour | Second tour |  |
| Candidat       | Candidat                     | Parti          | Voix         | %            | Voix        | %           |  |
| -------------- | ---------------------------- | -------------- | ------------ | ------------ | ----------- | ----------- |  |
|                | Michel Boscher sortant réélu | UDR (URP)      | 28 809       | 32,16        | 44 225      | 50,29       |  |
|                | Serge Lefranc                | PCF            | 26 332       | 29,39        | 43 717      | 49,71       |  |
|                | Gabriel Barrière             | CD (MR)        | 15 704       | 17,53        | Retrait     | Retrait     |  |
|                | Jean Offredo                 | PS (UGSD)      | 12 649       | 14,12        | Retrait     | Retrait     |  |
|                | Jean-François Vallin         | PSU            | 3 146        | 3,51         |             |             |  |
|                | Monique Godde                | LO             | 2 516        | 2,81         |             |             |  |
|                | Youssouf Chotia              | FP             | 431          | 0,48         |             |             |  |
|                |                              |                |              |              |             |             |  |
| Inscrits       | Inscrits                     | Inscrits       | 108 336      | 100,00       | 108 227     | 100,00      |  |
| Abstentions    | Abstentions                  | Abstentions    | 16 926       | 15,62        | 15 922      | 14,71       |  |
| Votants        | Votants                      | Votants        | 91 410       | 84,38        | 92 305      | 85,29       |  |
| Blancs et nuls | Blancs et nuls               | Blancs et nuls | 1 823        | 1,99         | 4 363       | 4,73        |  |
| Exprimés       | Exprimés                     | Exprimés       | 89 587       | 98,01        | 87 942      | 95,27       |  |

Le suppléant de Michel Boscher était Louis Eelbode, agriculteur, maire de Mauchamps.

### Élections de 1978
| Candidat       | Candidat           | Parti             | Premier tour | Premier tour | Second tour | Second tour |  |
| Candidat       | Candidat           | Parti             | Voix         | %            | Voix        | %           |  |
| -------------- | ------------------ | ----------------- | ------------ | ------------ | ----------- | ----------- |  |
|                | Mireille Bertrand  | PCF               | 29 240       | 23,92        | 58 742      | 47,99       |  |
|                | Bernard Pons élu   | RPR               | 28 757       | 23,52        | 63 651      | 52,01       |  |
|                | Jacques Guyard     | PS                | 25 752       | 21,07        | Retrait     | Retrait     |  |
|                | Michel Conte       | UDF (CDS)         | 24 007       | 19,64        | Retrait     | Retrait     |  |
|                | Michel Martin      | Divers écologiste | 4 831        | 3,95         |             |             |  |
|                | Michel Bretagnol   | MRG               | 2 115        | 1,73         |             |             |  |
|                | Henry Marcille     | Extrême droite    | 1 974        | 1,61         |             |             |  |
|                | Christiane Loretz  | Divers droite     | 1 750        | 1,43         |             |             |  |
|                | Alain Sfez         | Divers            | 1 749        | 1,43         |             |             |  |
|                | Daniel Vitry       | LO                | 1 718        | 1,41         |             |             |  |
|                | Thierry Berichvili | UOPDP             | 351          | 0,29         |             |             |  |
|                |                    |                   |              |              |             |             |  |
| Inscrits       | Inscrits           | Inscrits          | 147 636      | 100,00       | 146 678     | 100,00      |  |
| Abstentions    | Abstentions        | Abstentions       | 23 270       | 15,76        | 19 814      | 13,51       |  |
| Votants        | Votants            | Votants           | 124 366      | 84,24        | 126 864     | 86,49       |  |
| Blancs et nuls | Blancs et nuls     | Blancs et nuls    | 2 122        | 1,71         | 4 471       | 3,52        |  |
| Exprimés       | Exprimés           | Exprimés          | 122 244      | 98,29        | 122 393     | 96,48       |  |

Le suppléant de Bernard Pons était Jean Coulombel, directeur de société coopérative, maire de Morigny-Champigny.

### Élections de 1981
| Candidat       | Candidat                | Parti             | Premier tour | Premier tour | Second tour | Second tour |  |
| Candidat       | Candidat                | Parti             | Voix         | %            | Voix        | %           |  |
| -------------- | ----------------------- | ----------------- | ------------ | ------------ | ----------- | ----------- |  |
|                | Jacques Guyard élu      | PS                | 40 317       | 35,66        | 68 383      | 57,59       |  |
|                | Jean-Jacques Robert     | RPR (UNM)         | 30 080       | 26,61        | 50 356      | 42,41       |  |
|                | Gérard Lefranc          | PCF               | 20 572       | 18,20        | Retrait     | Retrait     |  |
|                | Christophe Pillay       | UDF (CDS)         | 14 561       | 12,88        |             |             |  |
|                | Jean-François Bolzinger | Divers écologiste | 2 328        | 2,06         |             |             |  |
|                | Alain Coste             | MÉP               | 2 130        | 1,88         |             |             |  |
|                | Dominique Lalanne       | PSU               | 1 123        | 0,99         |             |             |  |
|                | Daniel Vitry            | LO                | 989          | 0,87         |             |             |  |
|                | François Vallot         | LCR               | 672          | 0,59         |             |             |  |
|                | Claude Roussel          | Divers gauche     | 277          | 0,24         |             |             |  |
|                |                         |                   |              |              |             |             |  |
| Inscrits       | Inscrits                | Inscrits          | 160 922      | 100,00       | 160 918     | 100,00      |  |
| Abstentions    | Abstentions             | Abstentions       | 46 634       | 28,98        | 39 840      | 24,76       |  |
| Votants        | Votants                 | Votants           | 114 288      | 71,02        | 121 078     | 75,24       |  |
| Blancs et nuls | Blancs et nuls          | Blancs et nuls    | 1 239        | 1,08         | 2 339       | 1,93        |  |
| Exprimés       | Exprimés                | Exprimés          | 113 049      | 98,92        | 118 739     | 98,07       |  |

La suppléante de Jacques Guyard était Josette Dufourg, conseillère municipale de Maisse.

### Élections de 1988
| Candidat       | Candidat                    | Parti          | Premier tour | Premier tour | Second tour | Second tour |  |
| Candidat       | Candidat                    | Parti          | Voix         | %            | Voix        | %           |  |
| -------------- | --------------------------- | -------------- | ------------ | ------------ | ----------- | ----------- |  |
|                | Xavier Dugoin sortant réélu | RPR (URC)      | 18 284       | 42,92        | 24 278      | 53,35       |  |
|                | Amaury Couderc              | PS             | 9 617        | 22,58        | 21 233      | 46,65       |  |
|                | Gérard Lefranc              | PCF            | 8 656        | 20,32        | Retrait     | Retrait     |  |
|                | Jean-Louis Fuchs            | FN             | 4 472        | 10,5         |             |             |  |
|                | José Garcia                 | diss. PS       | 1 196        | 2,81         |             |             |  |
|                | Pierre Moureaux Nery        | POE            | 371          | 0,87         |             |             |  |
|                |                             |                |              |              |             |             |  |
| Inscrits       | Inscrits                    | Inscrits       | 64 667       | 100,00       | 64 634      | 100,00      |  |
| Abstentions    | Abstentions                 | Abstentions    | 21 290       | 32,92        | 17 984      | 27,82       |  |
| Votants        | Votants                     | Votants        | 43 377       | 67,08        | 46 650      | 72,18       |  |
| Blancs et nuls | Blancs et nuls              | Blancs et nuls | 781          | 1,8          | 1 139       | 2,44        |  |
| Exprimés       | Exprimés                    | Exprimés       | 42 596       | 98,2         | 45 511      | 97,56       |  |

Le suppléant de Xavier Dugoin était Jean-Jacques Boussaingault, conseiller général du canton de Milly-la-Forêt, maire de Boigneville.

### Élections de 1993
| Candidat       | Candidat                    | Parti          | Premier tour | Premier tour | Second tour | Second tour |  |
| Candidat       | Candidat                    | Parti          | Voix         | %            | Voix        | %           |  |
| -------------- | --------------------------- | -------------- | ------------ | ------------ | ----------- | ----------- |  |
|                | Xavier Dugoin sortant réélu | RPR (UPF)      | 20 729       | 28,36        | 26 301      | 71,07       |  |
|                | Hubert de Mesmay            | FN             | 8 222        | 17,22        | 10 707      | 28,93       |  |
|                | Gérard Lefranc              | PCF            | 5 631        | 11,79        |             |             |  |
|                | Alain Girard                | PS (ADFP)      | 5 347        | 11,2         |             |             |  |
|                | Alain Coste                 | Les Verts (EÉ) | 5 043        | 10,56        |             |             |  |
|                | Pierre Mourot               | LT-LNÉ         | 1 567        | 3,28         |             |             |  |
|                | Dominique Bazinet           | LO             | 1 053        | 2,21         |             |             |  |
|                | Said Rabhy                  | Divers         | 149          | 0,31         |             |             |  |
|                |                             |                |              |              |             |             |  |
| Inscrits       | Inscrits                    | Inscrits       | 69 956       | 100,00       | 69 917      | 100,00      |  |
| Abstentions    | Abstentions                 | Abstentions    | 19 995       | 28,58        | 23 870      | 34,14       |  |
| Votants        | Votants                     | Votants        | 49 961       | 71,42        | 46 047      | 65,86       |  |
| Blancs et nuls | Blancs et nuls              | Blancs et nuls | 2 220        | 4,44         | 9 039       | 19,63       |  |
| Exprimés       | Exprimés                    | Exprimés       | 47 741       | 95,56        | 37 008      | 80,37       |  |

Le suppléant de Xavier Dugoin était Jean-Jacques Boussaingault.
Xavier Dugoin est élu sénateur en 1995.

### Élection partielle du 3 et 10 décembre 1995
| Candidat       | Candidat                   | Parti          | Premier tour | Premier tour | Second tour | Second tour |  |
| Candidat       | Candidat                   | Parti          | Voix         | %            | Voix        | %           |  |
| -------------- | -------------------------- | -------------- | ------------ | ------------ | ----------- | ----------- |  |
|                | Franck Marlin élu          | diss. RPR      | 8 009        | 26,86        | 16 337      | 57,01       |  |
|                | Élisabeth Doussain         | PS             | 5 483        | 18,39        | 12 320      | 42,99       |  |
|                | Hubert de Mesmay           | FN             | 5 334        | 17,89        |             |             |  |
|                | Jean-Jacques Boussaingault | RPR            | 5 212        | 17,48        |             |             |  |
|                | Gérard Lefranc             | PCF            | 4 396        | 14,74        |             |             |  |
|                | Josette Rannou             | Les Verts      | 763          | 2,56         |             |             |  |
|                | Dominique Bazinet          | LO             | 623          | 2,09         |             |             |  |
|                |                            |                |              |              |             |             |  |
| Inscrits       | Inscrits                   | Inscrits       | 72 523       | 100,00       | 72 514      | 100,00      |  |
| Abstentions    | Abstentions                | Abstentions    | 41 401       | 57,09        | 42 399      | 58,47       |  |
| Votants        | Votants                    | Votants        | 31 122       | 42,91        | 30 115      | 41,53       |  |
| Blancs et nuls | Blancs et nuls             | Blancs et nuls | 1 302        | 4,18         | 1 458       | 4,84        |  |
| Exprimés       | Exprimés                   | Exprimés       | 29 820       | 95,82        | 28 657      | 95,16       |  |

### Élections de 1997
| Candidat                     | Candidat                    | Parti             | Premier tour | Premier tour | Second tour | Second tour |  |
| Candidat                     | Candidat                    | Parti             | Voix         | %            | Voix        | %           |  |
| ---------------------------- | --------------------------- | ----------------- | ------------ | ------------ | ----------- | ----------- |  |
|                              | Franck Marlin sortant réélu | app. RPR          | 14 670       | 31,33        | 27 019      | 72,22       |  |
|                              | Hubert de Mesmay            | FN                | 8 660        | 18,49        | 10 392      | 27,78       |  |
|                              | Élisabeth Doussain          | diss. PS          | 8 480        | 18,11        |             |             |  |
|                              | Gérard Lefranc              | PCF               | 5 571        | 11,90        |             |             |  |
|                              | Alain Coste                 | Les Verts         | 2 363        | 5,05         |             |             |  |
|                              | Marie-Claire Guillerault    | LDI (MPF)         | 1 781        | 3,80         |             |             |  |
|                              | Béatrice Wauquier           | GÉ                | 1 381        | 2,95         |             |             |  |
|                              | Dominique Bazinet           | LO                | 1 276        | 2,72         |             |             |  |
|                              | Pierre Mourot               | Divers écologiste | 872          | 1,86         |             |             |  |
|                              | Pierre Guilloton            | MDC               | 706          | 1,51         |             |             |  |
|                              | Vincent Lévy                | Divers gauche     | 464          | 0,99         |             |             |  |
|                              | Michel Mayen                | PT                | 312          | 0,67         |             |             |  |
|                              | Jean-Claude Ramos           | IR                | 190          | 0,41         |             |             |  |
|                              | Michel Hervois              | Sans étiquette    | 100          | 0,21         |             |             |  |
|                              | Nachide Kaddeche            | Divers            | 0            | 0,00         |             |             |  |
|                              |                             |                   |              |              |             |             |  |
| Inscrits                     | Inscrits                    | Inscrits          | 71 857       | 100,00       | 71 844      | 100,00      |  |
| Abstentions                  | Abstentions                 | Abstentions       | 22 490       | 31,3         | 23 378      | 32,54       |  |
| Votants                      | Votants                     | Votants           | 49 367       | 68,7         | 48 466      | 67,46       |  |
| Blancs et nuls               | Blancs et nuls              | Blancs et nuls    | 2 541        | 5,15         | 11 055      | 22,81       |  |
| Exprimés                     | Exprimés                    | Exprimés          | 46 826       | 94,85        | 37 411      | 77,19       |  |
| Source : Assemblée nationale |                             |                   |              |              |             |             |  |

Le suppléant de Franck Marlin était Bernard Bouley, maire adjoint de Mennecy, chef d'entreprise.

### Élections de 2002
| Candidat                          | Candidat                    | Parti                  | Premier tour | Premier tour | Second tour | Second tour |
| Candidat                          | Candidat                    | Parti                  | Voix         | %            | Voix        | %           |
| --------------------------------- | --------------------------- | ---------------------- | ------------ | ------------ | ----------- | ----------- |
|                                   | Franck Marlin sortant réélu | UMP                    | 23 810       | 48,47        | 28 341      | 64,08       |
|                                   | Gérard Lefranc              | PCF (PS, Les Verts)    | 13 146       | 26,76        | 15 889      | 35,92       |
|                                   | Hubert de Mesmay            | FN                     | 6 519        | 13,27        |             |             |
|                                   | Émilie Deson                | LCR                    | 1 068        | 2,17         |             |             |
|                                   | Frédéric Castello           | LO                     | 641          | 1,30         |             |             |
|                                   | Annick Ferrer               | MNR                    | 453          | 0,92         |             |             |
|                                   | Marie-Claire Guillerault    | MPF                    | 789          | 1,61         |             |             |
|                                   | Bernard Laffay              | Divers écologiste      | 714          | 1,45         |             |             |
|                                   | Delphine Collus             | Divers écologiste (GÉ) | 624          | 1,27         |             |             |
|                                   | Jean-Pierre Goudy           | CPNT                   | 658          | 1,34         |             |             |
|                                   | Éric Reynaud                | Divers droite          | 641          | 1,30         |             |             |
|                                   | Patrick Satonnet            | Divers                 | 63           | 0,13         |             |             |
|                                   |                             |                        |              |              |             |             |
| Inscrits                          | Inscrits                    | Inscrits               | 75 793       | 100,00       | 75 783      | 100,00      |
| Abstentions                       | Abstentions                 | Abstentions            | 25 743       | 33,96        | 29 985      | 39,57       |
| Votants                           | Votants                     | Votants                | 50 050       | 66,04        | 45 798      | 60,43       |
| Blancs et nuls                    | Blancs et nuls              | Blancs et nuls         | 924          | 1,85         | 1 568       | 3,42        |
| Exprimés                          | Exprimés                    | Exprimés               | 49 126       | 98,15        | 44 230      | 96,58       |
| Source : Ministère de l'Intérieur |                             |                        |              |              |             |             |

Le suppléant de Franck Marlin était Bernard Bouley.

### Élections de 2007
|                                   | Franck Marlin sortant réélu | UMP                  | 28 506 | 54,99  |  |  |
|                                   | Marie-Agnès Labarre         | PS                   | 9 631  | 18,58  |  |  |
|                                   | Béatrice Terres             | UDF–MoDem            | 4 337  | 8,37   |  |  |
|                                   | Michelle Sakoschek          | FN                   | 2 307  | 4,45   |  |  |
|                                   | Laurence Auffret Deme       | PCF                  | 1 832  | 3,53   |  |  |
|                                   | Xavier Guiomar              | Les Verts            | 1 523  | 2,94   |  |  |
|                                   | Corinne Donzaud             | Extrême gauche (LCR) | 1 276  | 2,46   |  |  |
|                                   | Éric Zonta                  | MPF                  | 802    | 1,55   |  |  |
|                                   | Élisabeth Vincetti          | Divers écologiste    | 642    | 1,24   |  |  |
|                                   | Frédéric Castello           | Extrême gauche (LO)  | 343    | 0,66   |  |  |
|                                   | Serge Bathendier            | Divers gauche (MRC)  | 301    | 0,58   |  |  |
|                                   | Philippe Claret             | Extrême gauche (PT)  | 270    | 0,52   |  |  |
|                                   | Jean-Pierre Guerinel        | Divers écologiste    | 70     | 0,14   |  |  |
|                                   |                             |                      |        |        |  |  |
| Inscrits                          | Inscrits                    | Inscrits             | 83 858 | 100,00 |  |  |
| Abstentions                       | Abstentions                 | Abstentions          | 31 366 | 37,40  |  |  |
| Votants                           | Votants                     | Votants              | 52 492 | 62,60  |  |  |
| Blancs et nuls                    | Blancs et nuls              | Blancs et nuls       | 652    | 1,24   |  |  |
| Exprimés                          | Exprimés                    | Exprimés             | 51 840 | 98,76  |  |  |
| Source : Ministère de l'Intérieur |                             |                      |        |        |  |  |

### Élections de 2012
| Candidat       | Candidat                    | Parti          | Premier tour | Premier tour | Second tour | Second tour |  |
| Candidat       | Candidat                    | Parti          | Voix         | %            | Voix        | %           |  |
| -------------- | --------------------------- | -------------- | ------------ | ------------ | ----------- | ----------- |  |
|                | Franck Marlin sortant réélu | UMP            | 21 212       | 41,49        | 28 279      | 58,98       |  |
|                | Béatrice Périé              | PS             | 14 780       | 28,91        | 19 665      | 41,02       |  |
|                | Franck Sailleau             | FN             | 7 455        | 14,58        |             |             |  |
|                | François Jousset            | FG (PCF)       | 2 826        | 5,53         |             |             |  |
|                | Xavier Guiomar              | EÉLV           | 1 476        | 2,89         |             |             |  |
|                | Annie Cheinine-Feuvrais     | MoDem          | 961          | 1,88         |             |             |  |
|                | Eric Reynaud                | Divers droite  | 888          | 1,74         |             |             |  |
|                | Jean-Louis Porry            | DLR            | 455          | 0,89         |             |             |  |
|                | Danièle Maillat             | AÉI            | 376          | 0,74         |             |             |  |
|                | Alexis Lenne                | Divers         | 334          | 0,65         |             |             |  |
|                | Ester Nowersztern           | NPA            | 145          | 0,28         |             |             |  |
|                | Orazio Castellani           | LO             | 127          | 0,25         |             |             |  |
|                | Régine Lefebvre             | POI            | 92           | 0,18         |             |             |  |
|                |                             |                |              |              |             |             |  |
| Inscrits       | Inscrits                    | Inscrits       | 87 370       | 100,00       | 87 350      | 100,00      |  |
| Abstentions    | Abstentions                 | Abstentions    | 35 752       | 40,92        | 38 129      | 43,65       |  |
| Votants        | Votants                     | Votants        | 51 618       | 59,08        | 49 221      | 56,35       |  |
| Blancs et nuls | Blancs et nuls              | Blancs et nuls | 491          | 0,95         | 1 277       | 2,59        |  |
| Exprimés       | Exprimés                    | Exprimés       | 51 127       | 99,05        | 47 944      | 97,41       |  |

### Élections de 2017
|                                                                           |                                                                    |                           |                           |                          |                          |
|                                                                           |                                                                    | Premier tour 11 juin 2017 | Premier tour 11 juin 2017 | Second tour 18 juin 2017 | Second tour 18 juin 2017 |
|                                                                           |                                                                    |                           |                           |                          |                          |
|                                                                           |                                                                    | Nombre                    | % des inscrits            | Nombre                   | % des inscrits           |
| Inscrits                                                                  | Inscrits                                                           | 90 753                    | 100,00                    | 90 740                   | 100,00                   |
| Abstentions                                                               | Abstentions                                                        | 45 330                    | 49,95                     | 51 367                   | 56,61                    |
| Votants                                                                   | Votants                                                            | 45 423                    | 50,05                     | 39 373                   | 43,39                    |
|                                                                           |                                                                    |                           | % des votants             |                          | % des votants            |
| Bulletins blancs                                                          | Bulletins blancs                                                   | 488                       | 1,07                      | 2 189                    | 5,56                     |
| Bulletins nuls                                                            | Bulletins nuls                                                     | 182                       | 0,40                      | 881                      | 2,24                     |
| Suffrages exprimés                                                        | Suffrages exprimés                                                 | 44 753                    | 98,52                     | 36 303                   | 92,20                    |
|                                                                           |                                                                    |                           |                           |                          |                          |
| Candidat Étiquette politique (partis et alliances)                        | Candidat Étiquette politique (partis et alliances)                 | Voix                      | % des exprimés            | Voix                     | % des exprimés           |
|                                                                           |                                                                    |                           |                           |                          |                          |
|                                                                           | Franck Marlin Les Républicains                                     | 13 793                    | 30,82                     | 21 572                   | 59,42                    |
|                                                                           | Daphné Ract-Madoux Mouvement démocrate (La République en marche !) | 13 371                    | 29,88                     | 14 731                   | 40,58                    |
|                                                                           | Valérie Girard Front national                                      | 6 643                     | 14,84                     |                          |                          |
|                                                                           | Michaël Goasdoué La France insoumise                               | 5 475                     | 12,23                     |                          |                          |
|                                                                           | Patrick Polverelli Europe Écologie Les Verts (Parti socialiste)    | 1 810                     | 4,04                      |                          |                          |
|                                                                           | Yannick Villardier Debout la France                                | 1 037                     | 2,32                      |                          |                          |
|                                                                           | Michèle Kauffer Parti communiste français (Front de gauche)        | 994                       | 2,22                      |                          |                          |
|                                                                           | Francine Bouvard Parti animaliste                                  | 712                       | 1,59                      |                          |                          |
|                                                                           | Joyce Oliveira Union populaire républicaine                        | 331                       | 0,74                      |                          |                          |
|                                                                           | François-Jean Leroy Alliance écologiste indépendante               | 326                       | 0,73                      |                          |                          |
|                                                                           | Alain Chapeau Lutte ouvrière                                       | 261                       | 0,29                      |                          |                          |
| Source : Ministère de l'Intérieur - Deuxième circonscription de l'Essonne |                                                                    |                           |                           |                          |                          |

### Élections de 2022
Les élections législatives françaises de 2022 ont eu lieu les dimanches 12 et 19 juin 2022.
| Résultats des élections législatives des 12 et 19 juin 2022 de la 2e circonscription de l'Essonne |                                |                          |                          |              |              |             |             |
| Candidat                                                                                          | Candidat                       | Parti et coalition       | Nuance                   | Premier tour | Premier tour | Second tour | Second tour |
| Candidat                                                                                          | Candidat                       | Parti et coalition       | Nuance                   | Voix         | %            | Voix        | %           |
|                                                                                                   | Mathieu Hillaire,              | LFI (NUPES)              | NUP                      | 10 588       | 24,66        | 17 202      | 46,73       |
|                                                                                                   | Nathalie Da Conceicao Carvalho | RN                       | RN                       | 9 839        | 22,91        | 19 607      | 53,27       |
|                                                                                                   | Naïma Sifer,                   | LREM (ENS)               | ENS                      | 8 848        | 20,61        |             |             |
|                                                                                                   | Jean-Philippe Dugoin-Clément,  | UDI (UDC)                | UDI                      | 6 276        | 14,62        |             |             |
|                                                                                                   | Éveline Bryon,                 | REC                      | REC                      | 2 208        | 5,14         |             |             |
|                                                                                                   | Antonin Morelle                | AEI                      | DVD                      | 1 483        | 3,45         |             |             |
|                                                                                                   | Mama Sy                        | DVD                      | DVD                      | 1 132        | 2,64         |             |             |
|                                                                                                   | François Parolini              | DVG                      | DVG                      | 946          | 2,20         |             |             |
|                                                                                                   | Pascal Lemaire,                | PA                       | ECO                      | 785          | 1,83         |             |             |
|                                                                                                   | Vincent Bielak                 | DSV                      | DSV                      | 417          | 0,97         |             |             |
|                                                                                                   | Mathilde Phan Hieu,            | LO                       | DXG                      | 415          | 0,97         |             |             |
| Votes valides                                                                                     | Votes valides                  | Votes valides            | Votes valides            | 42 937       | 97,95        | 36 810      | 86,41       |
| Votes blancs                                                                                      | Votes blancs                   | Votes blancs             | Votes blancs             | 648          | 1,48         | 4 599       | 10,80       |
| Votes nuls                                                                                        | Votes nuls                     | Votes nuls               | Votes nuls               | 252          | 0,57         | 1 188       | 2,79        |
| Total                                                                                             | Total                          | Total                    | Total                    | 43 837       | 100          | 42 597      | 100         |
| Abstention                                                                                        | Abstention                     | Abstention               | Abstention               | 48 100       | 52,32        | 49 366      | 53,68       |
| Inscrits / participation                                                                          | Inscrits / participation       | Inscrits / participation | Inscrits / participation | 91 937       | 47,68        | 91 963      | 46,32       |

### Élections de 2024
| Candidat                 | Candidat                       | Parti et coalition       | Nuance                   | Premier tour | Premier tour | Second tour | Second tour |  |
| Candidat                 | Candidat                       | Parti et coalition       | Nuance                   | Voix         | %            | Voix        | %           |  |
| ------------------------ | ------------------------------ | ------------------------ | ------------------------ | ------------ | ------------ | ----------- | ----------- |  |
|                          | Nathalie Da Conceicao Carvalho | RN                       | RN                       | 24 608       | 40,30        | 28 898      | 52,46       |  |
|                          | Mathieu Hillaire               | LFI (NFP)                | NFP                      | 16 207       | 26,54        | 26 193      | 47,54       |  |
|                          | Naïma Sifer                    | H (ENS)                  | ENS                      | 13 490       | 22,09        |             |             |  |
|                          | Pierre Mayeur                  | Nouvelle Énergie         | DVD                      | 2 054        | 3,36         |             |             |  |
|                          | Alexandre Lienhard             | UDI-EAC                  | DVC                      | 1 754        | 2,87         |             |             |  |
|                          | Jacques Borie                  | FÉ (TUPV)                | ECO                      | 1 389        | 2,37         |             |             |  |
|                          | Carla Tarcy                    | REC                      | REC                      | 1 045        | 1,71         |             |             |  |
|                          | Mathilde Phan Hieu             | LO                       | LO                       | 517          | 0,85         |             |             |  |
|                          |                                |                          |                          |              |              |             |             |  |
| Votes valides            | Votes valides                  | Votes valides            | Votes valides            | 61 064       | 67,62        | 55 091      | 89,49       |  |
| Votes blancs             | Votes blancs                   | Votes blancs             | Votes blancs             | 1 276        | 2,03         | 5 115       | 8,31        |  |
| Votes nuls               | Votes nuls                     | Votes nuls               | Votes nuls               | 493          | 0,78         | 1 356       | 2,20        |  |
| Total                    | Total                          | Total                    | Total                    | 62 833       | 100          | 92 964      | 100         |  |
| Abstention               | Abstention                     | Abstention               | Abstention               | 30 085       | 32,38        | 31 402      | 33,78       |  |
| Inscrits / participation | Inscrits / participation       | Inscrits / participation | Inscrits / participation | 92 918       | 65,72        | 61 562      | 66,22       |  |